# 兪飛鵬
兪 飛鵬（ゆ ひほう）は中華民国（台湾）の軍人・政治家。兵站など軍後方勤務の専門家で、後に国民政府においても交通部長など要職を務めた人物である。字は樵峰。

## 事跡

### 民国初期の活動
1908年（光緒34年）に寧波師範学校を卒業し、辛亥革命が勃発すると上海学生軍の一員として革命派に加わった。このとき、蔣介石の下で軍需官を務めている。1912年（民国元年）、陳其美の推薦で北京軍需学校第1期に入学し、2年後に卒業した。以後、国立北京師範学校、国立北京高等両等師範学校などで学監や体育教員を務めている。1915年（民国4年）、寧波第四中学と紹興第五中学で舎監となっている。
孫文が護法運動を開始すると、兪飛鵬もこれに合流した。1922年（民国11年）、福建省で松渓県と浦城県の県長を歴任する。1924年（民国13年）6月、粤軍総司令部審計処処長代理となり、さらに黄埔軍官学校軍需部副主任も兼ねた。翌年2月、同校運輸総站官に任ぜられ、1926年（民国15年）2月には中央軍事政治学校経理部主任となっている。

### 後方勤務の専門家としての台頭
北伐が開始される直前の1926年（民国15年）6月、兪飛鵬は国民革命軍総司令部兵站総監に任命された。北伐軍が南昌を攻略すると、江西省政務委員会委員と財政委員会委員を兼ねている。1927年（民国16年）4月の上海クーデター（四・一二政変）後に、国民政府財政部江海関監督に任ぜられた。北伐終了後の1928年（民国17年）11月に軍政部軍需署署長に任ぜられ、翌年3月、中央編遣区兼第1編遣区弁事処経理分処処長となっている。
1931年（民国20年）1月、兪飛鵬は交通部政務次長に任ぜられる。1933年（民国22年）の長城抗戦では、華北兵站事宜に任ぜられ、前線を支援した。翌年、欧米を視察し、帰国後の1935年（民国24年）に通信兵学校副校長に任ぜられている。同年11月、中国国民党第5期中央執行委員候補に選出され、その翌月には交通部長代理を務めた。1937年（民国26年）2月、中央執行委員に補充昇格し、その翌月に交通部長に正式に任命されている。

### 日中戦争、国共内戦での活動
日中戦争勃発後、兪飛鵬は軍事委員会後方勤務部部長に転じた。1939年（民国28年）3月には屯糧監理委員会主任委員に任ぜられ、翌年4月に運輸統制局参謀長を兼任している。1941年（民国30年）、運輸統制局副主任に昇進し、さらに滇緬公路（ビルマ公路）運輸工程監理委員会主任員に任ぜられた。同年9月には、中緬運輸総局局長に移っている。1945年（民国34年）1月、交通部長曽養甫が病気により辞任し、同時期に後方勤務部も廃止されたため、兪が後任の部長として復帰し、さらに戦時運輸管理局局長も兼任した。同年5月には、国民党第6期中央執行委員に再選されている。
戦争終結後も、兪飛鵬は引き続き交通部長の地位に在り、公路総局局長も兼任した。1946年（民国35年）5月、交通部長から退き、翌年1月には陸軍上将の位を授与されたことを機に予備役に退いている。7月、行政院政務委員会委員兼糧食部部長となり、翌1948年（民国37年）5月まで務めた。その後、総統府戦略顧問委員に任ぜられ、国共内戦末期の1949年（民国38年）7月には、国防部東南区点験整編委員会副主任委員を務めている。

### 台湾での活動
国民党の敗北と共に兪飛鵬は台湾に逃れ、東南軍政長官公署航空委員会主任委員に任ぜられる。その後、中国油輸公司董事長、国民党中華航業海員党部改造委員会主任委員、総統府国策顧問、招商局董事長、中国験船協会理事長など、政界・実業界の要職を歴任した。1952年（民国41年）10月、国民党第7期中央評議委員に選出され、以後第8期（1957年10月～）、第9期（1963年11月～）でも連続して選出されている。1954年（民国43年）6月には、中央銀行副総裁に任ぜられた。
1966年（民国55年）12月19日、台北市にて病没。享年83（満81歳）。

## 参考文献

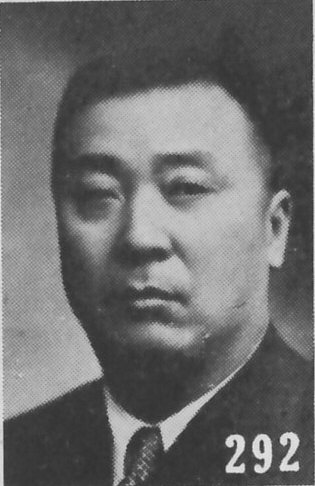
兪飛鵬別影（『最新支那要人伝』1941年）